# Bola Sete
Bola Sete, né Djalma de Andrade le 16 juillet 1923 et mort le 14 février 1987, était un guitariste brésilien qui jouait du jazz avec Vince Guaraldi et Dizzy Gillespie.

## Biographie

### Enfance
Né à Rio de Janeiro, Sete était le seul fils d'une famille de sept enfants. Son surnom signifie "Boule Sept". Au snooker, assez populaire au Brésil, la boule sept est la seule boule noire sur la table (comme la boule huit au billard américain). Bola Sete a reçu ce surnom alors qu'il était le seul membre noir d'un petit groupe de jazz.
La famille de Sete était pauvre et avait souvent du mal à trouver de la nourriture. Chaque membre de la famille jouait d'un instrument de musique et jouait souvent ensemble. Sete a commencé à jouer de la musique lorsqu'il a trouvé un Cavaquinho chez lui. Avec l’aide de son oncle, il a appris à jouer tout seul et a finalement acquis son propre instrument. Pour Noël 1932, il reçut sa première guitare.
À l'âge de 10 ans, Sete est élevé par un couple marié aisé qui l'envoie à l'école et l'initie à la musique classique. Il a ensuite commencé à se produire dans un groupe semi-professionnel qui jouait de la musique folklorique brésilienne et de la samba. Lorsque la Seconde Guerre mondiale éclata, les parents adoptifs de Sete l'envoyèrent se cacher dans les terres intérieures du Brésil pour éviter la conscription militaire. Il revient à Rio après la fin de la guerre.

### Éducation et influence
Les parents adoptifs de Sete voulaient qu'il poursuive une carrière en droit, mais il souhaitait devenir musicien et commença à étudier la guitare à l'École nationale de musique de Rio. Il s'installe ensuite dans un conservatoire à Sao Paolo où les professeurs de guitare sont renommés.

### Mort
Au cours des années 1980, Sete souffrait d’un cancer du poumon, qu’il tentait de soigner grâce au yoga et à la méditation. Le 14 février 1987, il décède à l'hôpital général marin de Greenbrae, en Californie, des suites d'une pneumonie et d'un cancer.
Les compositions qu'il a enregistrées peu de temps avant sa mort ont été compilées et publiées sous le nom de Windspell en 2008.

## Discographie partielle

### En tant que leader
- 1957 : Aqui está o Bola Sete (Parlophone and Cornbread)
- 1958 : Bola Sete e 4 trombones (Odeon)
- 1958 : Travessuras do Bola Sete (Odeon)
- 1958 : Ritmolândia (Odeon)
- 1959 : É a Bola da Vez (Odeon)
- 1962 : O Extraordinario Bola Sete (Odeon)
- 1962 : Bossa Nova (Fantasy)
- 1965 : The Solo Guitar of Bola Sete (Fantasy)
- 1967 : Bola Sete at the Monterey Jazz Festival (Verve)

### AvecVince Guaraldi
- 1963 : Vince Guaraldi, Bola Sete and Friends (Fantasy)
- 1964 : From All Sides (Fantasy)
- 1966 : Live at El Matador (Fantasy)

### Collaboration
- 1963 : Dizzy Gillespie, New Wave (Philips)